# Sittensen
Sittensen is een gemeente in de Duitse deelstaat Nedersaksen. De gemeente maakt, als bestuurszetel, deel uit van de Samtgemeinde Sittensen in het Landkreis Rotenburg (Wümme).
Sittensen telt 5.980 inwoners.

## Geografie, infrastructuur
Sittensen heeft een klein station aan de spoorlijn van Zeven naar Station Tostedt, maar daar rijden alleen goederentreinen overheen. Tostedt is vanuit Sittensen op werkdagen, met name in de spitsuren, per bus bereikbaar.
Het dorp ligt aan de Autobahn A1 tussen Bremen en Hamburg, met afrit 47 direct aan de noordrand van het dorp.
Van oost naar zuidwest stroomt het riviertje de Oste door het dorp. Aan de westrand van Sittensen mondt de beek Ramme hierin uit. De Oste is niet bevaarbaar.

## Economie
Ten westen van het station en de dorpskern, en bij de afrit van de A1, aan de noordrand van het dorp, liggen bedrijventerreinen, waar vooral logistieke en groothandelsbedrijven gevestigd zijn. Daaronder is een gespecialiseerd garagebedrijf voor vorkheftrucks e.d., een groothandel in aardappelen en een handel in vrachtauto's. Daarnaast is er enig lokaal midden- en kleinbedrijf gevestigd.
In Sittensen is verder enig toerisme. Verder wonen er vrij veel woonforensen met een baan in of rondom Hamburg of Bremen.

## Geschiedenis
Ten westen van Sittensen, lag in de 9e eeuw een walburg, die later Königshof genoemd werd (nabij de huidige, gelijknamige golfbaan). Wellicht zetelden hier enige tijd leenmannen van het Prinsaartsbisdom Bremen. In het jaar 1020 wordt het dorp, in een document van het bisdom Verden, als Chessinhusen voor het eerst in een document vermeld.
De dorpskern, in het zuiden van het huidige dorp, ontstond in de 16e en 17e eeuw. Historische gebeurtenissen van meer dan plaatselijk belang zijn in de periode tot 1990 niet overgeleverd.
Tot 1960 bestond het gebied uit de twee aaneengegroeide dorpen en gemeentes Groß-Sittensen en Klein-Sittensen.
Sittensen kwam tussen 1990 en 2010 enige keren negatief in het nationale nieuws, o.a. door (onbevestigde) geruchten over door nucleaire straling veroorzaakte gevallen van kanker, een zevenvoudige moord in 2007 en enige andere misdrijven.

## Toerisme, bezienswaardigheden, recreatie
- Natuurschoon in de natuurgebieden langs de Oste en de Ramme: op de website van de gemeente zijn enige wandelroutes vermeld.
- Zie ook onder Tiste: dit direct ten oosten van Sittensen gelegen dorpje beschikt over een camping op het oude landgoed Burgsittensen en ligt nabij uit hoogveen bestaande natuurreservaten, waarvan het Tister Bauernmoor enigszins toeristisch ontwikkeld is.
- De evangelisch-lutherse St.-Dionysiuskerk in Sittensen dateert uit 1613, maar werd ingrijpend verbouwd en vergroot in 1897. De kerktoren dateert uit 1909. Sint Dionysius is ook in het dorpswapen afgebeeld.
- In het zuidelijk deel van het dorpscentrum ligt een schilderachtig complex van enige oude vakwerkboerderijen rondom de molenvijver bij de Oste. Enkele gebouwen zijn als streekmuseum ingericht.
- Openluchttheater Königshof voor toneelstukken in het Nederduitse streekdialect
- Historische watermolen met kleine museumwerkplaats van een wagenmaker
- Aan de zuidwestkant van Sittensen bevindt zich een golfbaan met 18 holes.

## Afbeeldingen

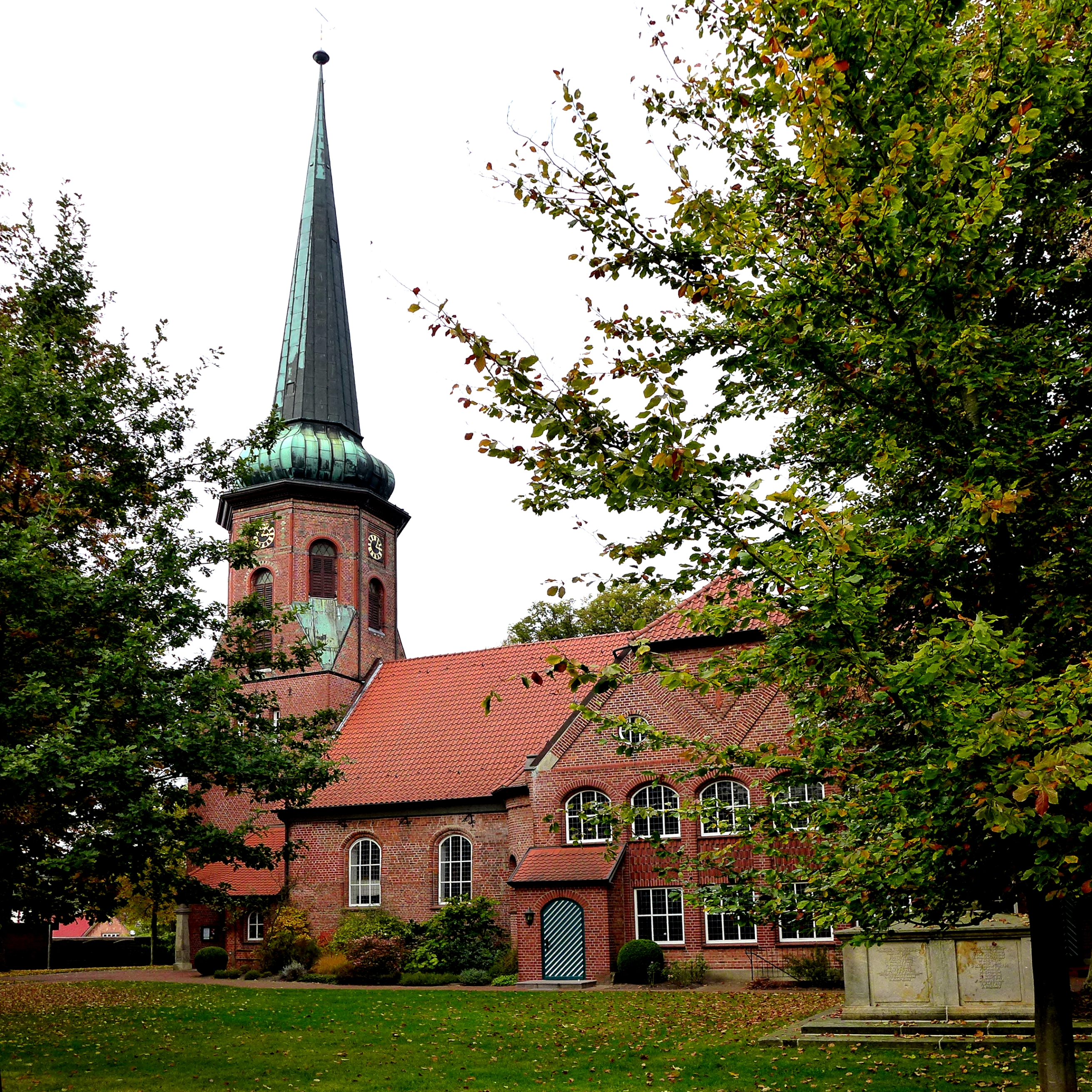
Evang.-lutherse St.-Dionysiuskerk
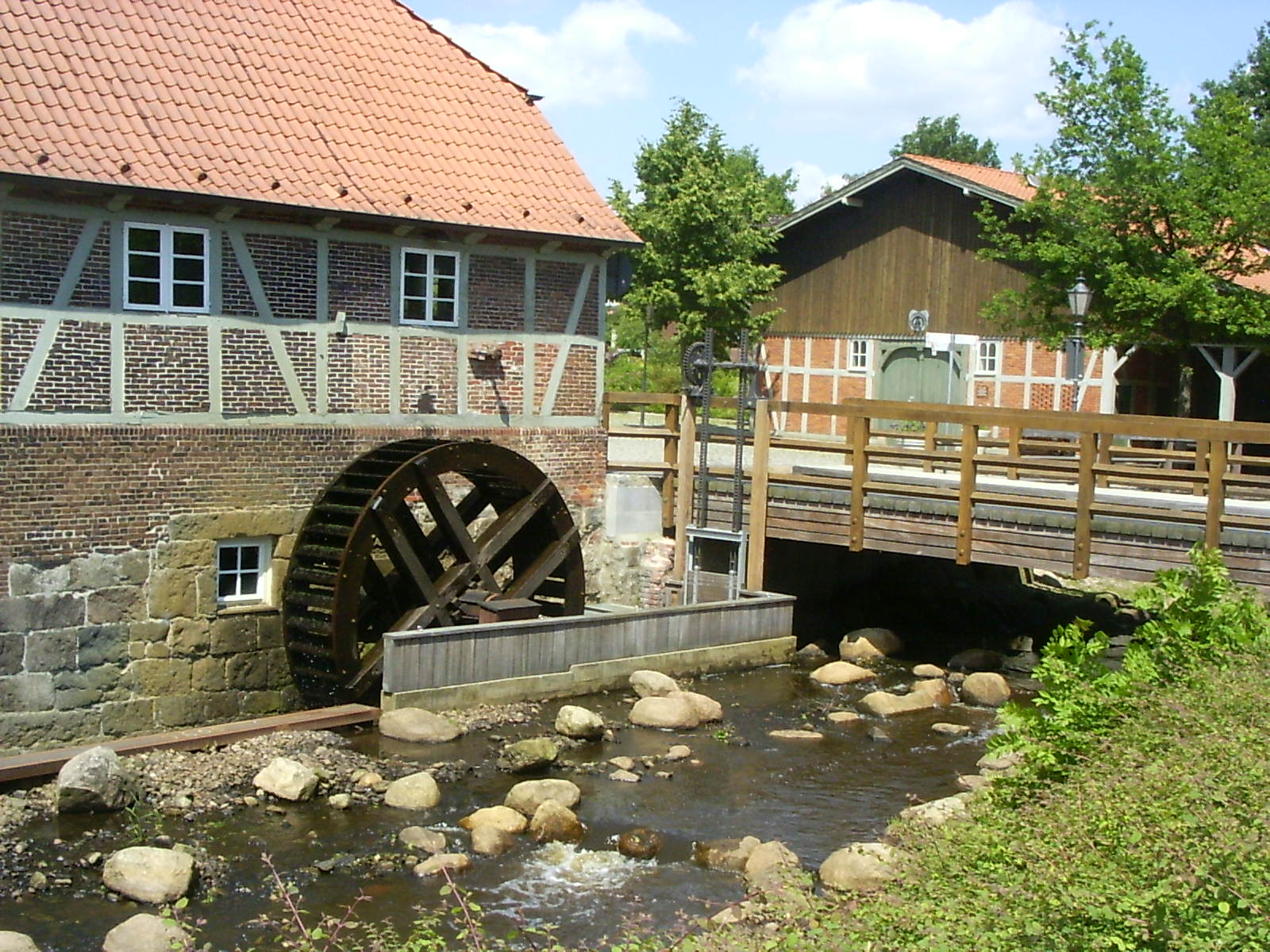
De watermolen van Sittensen
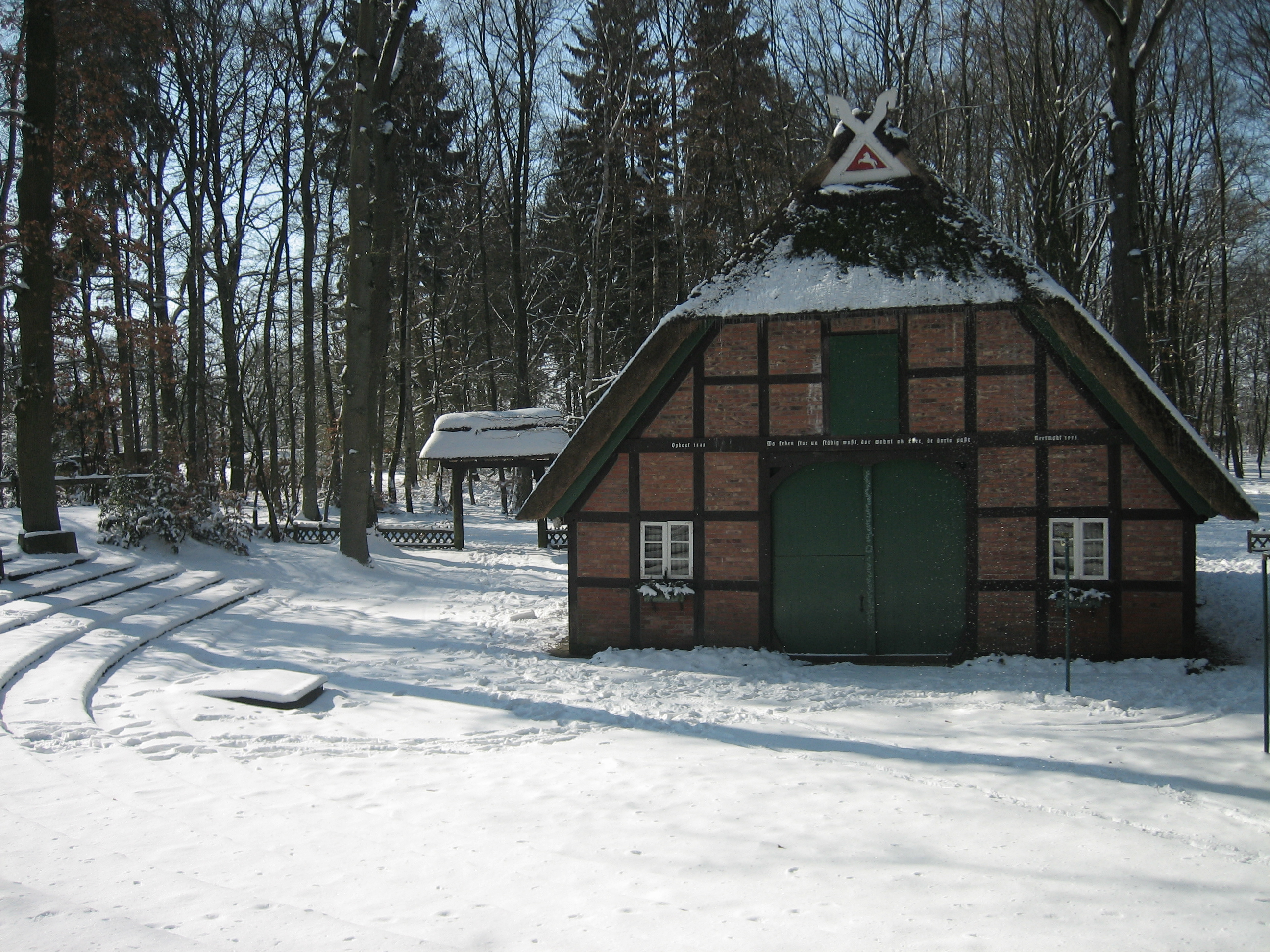
Openluchttheater Königshof

- Gemeinsame Normdatei: 4668161-9
- Virtual International Authority File: 241875644

Ahausen · 
Alfstedt · 
Anderlingen · 
Basdahl · 
Bötersen · 
Bothel · 
Breddorf · 
Bremervörde · 
Brockel · 
Bülstedt · 
Deinstedt · 
Ebersdorf · 
Elsdorf · 
Farven · 
Fintel · 
Gnarrenburg · 
Groß Meckelsen · 
Gyhum · 
Hamersen · 
Hassendorf · 
Heeslingen · 
Hellwege · 
Helvesiek · 
Hemsbünde · 
Hemslingen · 
Hepstedt · 
Hipstedt · 
Horstedt · 
Kalbe · 
Kirchtimke · 
Kirchwalsede · 
Klein Meckelsen · 
Lauenbrück · 
Lengenbostel · 
Oerel · 
Ostereistedt · 
Reeßum · 
Rhade · 
Rotenburg · 
Sandbostel · 
Scheeßel · 
Seedorf · 
Selsingen · 
Sittensen · 
Sottrum · 
Stemmen · 
Tarmstedt · 
Tiste · 
Vahlde · 
Vierden · 
Visselhövede · 
Vorwerk · 
Westertimke · 
Westerwalsede · 
Wilstedt · 
Wohnste · 
Zeven